# Josef Wurst
Josef Wurst (ur. 2 marca 1920, zm. 3 października 1947 w Landsberg am Lech) – zbrodniarz hitlerowski, członek załogi obozu koncentracyjnego Flossenbürg i SS-Rottenführer.
Członek Waffen-SS od 1 września 1944 roku. Pełnił od maja 1944 do kwietnia 1945 roku funkcję wartownika w Leitmeritz, podobozie obozu koncentracyjnego Flossenbürg. Był również strażnikiem podczas marszu śmierci z tego obozu. Rozstrzelał wówczas z innym esesmanem ponad 50 Żydów.
Za zbrodnie popełnione na więźniach, Wurst został skazany w procesie załogi Flossenbürga przez amerykański Trybunał Wojskowy w Dachau na karę śmierci. Wyrok wykonano przez powieszenie w więzieniu Landsberg.